# Lejkówka czerwonoochrowa
Lejkówka czerwonoochrowa (Clitocybe rufuloalutacea Harmaja) – gatunek grzybów z rzędu pieczarkowców (Agaricales).

## Systematyka i nazewnictwo
Pozycja w klasyfikacji według Index Fungorum: Clitocybe, Incertae sedis, Agaricales, Agaricomycetidae, Agaricomycetes, Agaricomycotina, Basidiomycota, Fungi.
Po raz pierwszy opisał go w 1946 roku Georges Métrod, nadając mu nazwę Clitocybe rufulo-alutacea. Była ona niezgodna z zasadami nazewnictwa botanicznego i w 1996 r. Marcel Bon zmienił ją na Clitocybe rufuloalutacea. Polską nazwę zaproponował Władysław Wojewoda w 2003 roku.

## Morfologia
Kapelusz
Średnica 3–8 cm, suchy, niehigrofaniczny, początkowo gładki, potem z niewielkim wgłębieniem w środku. Powierzchnia brązowa, ceglasta, ceglastoczerwona, może być delikatnie zamszowa, ale nigdy nie jest popękana i podzielona na areolki.
Blaszki
Zbiegające na trzon, tej samej barwy co kapelusz, z blaszeczkami.
Trzon
Wysokość 3–6 cm, powierzchnia gładka, podstawa bez grzybni czy sznurów grzybniowych.
Cechy mikroskopowe
Bazydiospory prawie kuliste, o wymiarach 3–5 × 6–8 mikrometrów, nieamyloidalne, cienkościenne, bezbarwne i z klarowną zawartością lub z kilkoma gutulami. Podstawki mają wąski kształt, długość 25–30 mikrometrów, cztery sterygmy i zazwyczaj są bezbarwne. Cystyd brak. Trama blaszek jest regularna lub prawie regularna, o strzępkach zwykle równoległych do siebie, w nielicznych przypadkach nierównoległych. Na przegrodach tych strzępek są sprzążki.

## Występowanie i siedlisko
W Polsce do 2003 roku znane było jedno tylko stanowisko, podane w 1987 roku w Olecku. Do 2024 roku nie podano następnych.
Naziemny grzyb saprotroficzny. W Polsce notowany w lesie świerkowym wśród opadłych gałązek.